# أرتيم هاروتيونيان
أرتيم هاروتيونيان (بالألمانية: Artem Harutiunian)‏ (مواليد 13 أغسطس 1990) هو ملاكم ألماني، مثّل بلاده في الألعاب الأولمبية الصيفية 2016 وحقق الميدالية البرونزية في فئة وزن الوالتر الخفيف.

## وصلات خارجية
أرتيم هاروتيونيان على موقع بوكس ريك (الإنجليزية) (registration required)
- أرتيم هاروتيونيان على موقع اللجنة الأولمبية الدولية (الإنجليزية)
- أرتيم هاروتيونيان على موقع أوليمبيديا (الإنجليزية)
- أرتيم هاروتيونيان على موقع اللجنة الأولمبية الألمانية (الألمانية)